# Hilary Engish
Hilary Engish – amerykańska narciarka, specjalistka narciarstwa dowolnego. Zajęła 6. miejsce w jeździe po muldach na mistrzostwach świata w Tignes. Nigdy nie startowała na igrzyskach olimpijskich. Najlepsze wyniki w Pucharze Świata osiągnęła w sezonie 1981/1982, kiedy to zajęła piąte miejsce w klasyfikacji generalnej, a w klasyfikacji jazdy po muldach zdobyła małą kryształową kulę. W klasyfikacji jazdy po muldach triumfowała także w sezonach 1979/1980, 1980/1981 i 1983/1984.
W 1986 r. zakończyła karierę.

## Sukcesy

### Mistrzostwa świata
| Miejsce | Dzień    | Rok  | Miejscowość | Konkurencja      | Zwycięzca      |
| ------- | -------- | ---- | ----------- | ---------------- | -------------- |
| 6.      | 2 lutego | 1986 | Tignes      | Jazda po muldach | Mary-Jo Tiampo |

### Puchar Świata

#### Miejsca w klasyfikacji generalnej
- 1979/1980 – 9.
- 1980/1981 – 7.
- 1981/1982 – 5.
- 1982/1983 – 14.
- 1983/1984 – 8.
- 1985/1986 – 20.

#### Miejsca na podium
1. Poconos – 8 stycznia 1980 (Jazda po muldach) – 1. miejsce
2. Oberjoch – 1 marca 1980 (Jazda po muldach) – 1. miejsce
3. Whistler – 28 marca 1980 (Jazda po muldach) – 1. miejsce
4. Livigno – 16 stycznia 1981 (Jazda po muldach) – 1. miejsce
5. Laax – 3 lutego 1981 (Jazda po muldach) – 1. miejsce
6. Laax – 4 lutego 1981 (Jazda po muldach) – 1. miejsce
7. Mount Norquay – 18 marca 1981 (Jazda po muldach) – 2. miejsce
8. Mount Norquay – 18 marca 1981 (Jazda po muldach) – 1. miejsce
9. Mount Norquay – 19 marca 1981 (Jazda po muldach) – 1. miejsce
10. Snowqualmie – 2 stycznia 1982 (Jazda po muldach) – 1. miejsce
11. Blackcomb – 8 stycznia 1982 (Jazda po muldach) – 1. miejsce
12. Angel Fire – 23 stycznia 1982 (Jazda po muldach) – 3. miejsce
13. Sugarbush – 29 stycznia 1982 (Jazda po muldach) – 1. miejsce
14. Mont-Sainte-Anne – 4 lutego 1982 (Jazda po muldach) – 1. miejsce
15. Mont-Sainte-Anne – 5 lutego 1982 (Jazda po muldach) – 1. miejsce
16. Adelboden – 5 marca 1982 (Jazda po muldach) – 1. miejsce
17. Livigno – 14 marca 1982 (Jazda po muldach) – 1. miejsce
18. Oberjoch – 21 marca 1982 (Jazda po muldach) – 2. miejsce
19. Tignes – 24 marca 1982 (Jazda po muldach) – 1. miejsce
20. Mariazell – 4 stycznia 1983 (Jazda po muldach) – 2. miejsce
21. Tignes – 19 stycznia 1983 (Jazda po muldach) – 3. miejsce
22. Angel Fire – 16 marca 1983 (Jazda po muldach) – 1. miejsce
23. Stoneham – 13 stycznia 1984 (Jazda po muldach) – 1. miejsce
24. Breckenridge – 20 stycznia 1984 (Jazda po muldach) – 3. miejsce
25. Campitello Matese – 8 marca 1984 (Jazda po muldach) – 1. miejsce
26. Campitello Matese – 11 marca 1984 (Jazda po muldach) – 1. miejsce
27. Sälen – 21 marca 1984 (Jazda po muldach) – 1. miejsce
28. Tignes – 28 marca 1984 (Jazda po muldach) – 1. miejsce
29. Lake Placid – 17 stycznia 1986 (Jazda po muldach) – 3. miejsce

- W sumie 22 zwycięstwa, 3 drugie i 4 trzecie miejsca.